# دکلته

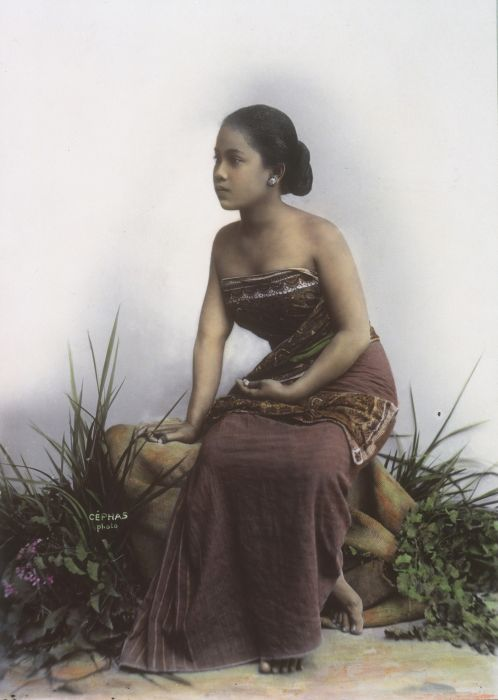
زن اندونزیایی با لباس محلی

دِکُلته به لباس زنانه‌ای گفته می‌شود که قسمت بالای سینه آن باز است. کلمه Décolleté در اصل فرانسوی و به معنی قسمت بالایی تنه زن (گردن، شانه و سینه) است.